# Julia Hassler
Julia Hassler (Vaduz, 27 de febrero de 1993) es una deportista liechtensteiniana que compite en natación, especialista en el estilo libre.
Ganó una medalla de bronce en el Campeonato Europeo de Natación en Piscina Corta de 2017, en la prueba de 400 m libre. Participó en tres Juegos Olímpicos de Verano, entre los años 2012 y 2020, ocupando el séptimo lugar en Londres 2012, en la misma prueba.

## Palmarés internacional
| Campeonato Europeo en Piscina Corta | Campeonato Europeo en Piscina Corta | Campeonato Europeo en Piscina Corta | Campeonato Europeo en Piscina Corta |
| Año                                 | Lugar                               | Medalla                             | Prueba                              |
| ----------------------------------- | ----------------------------------- | ----------------------------------- | ----------------------------------- |
| 2017                                | Copenhague (Dinamarca)              | Medalla de bronce                   | 400 m libre                         |